# بابا تشارلي جاكسون
بابا تشارلي جاكسون (بالإنجليزية: Papa Charlie Jackson)‏ هو فنان الشارع وموسيقي ومغني أمريكي، ولد في 1885 في نيو أورلينز في الولايات المتحدة، وتوفي في 1938 في شيكاغو في الولايات المتحدة.

## وصلات خارجية
- بابا تشارلي جاكسون على موقع IMDb (الإنجليزية)
- بابا تشارلي جاكسون على موقع ميوزك برينز (الإنجليزية)
- بابا تشارلي جاكسون على موقع أول ميوزيك (الإنجليزية)
- بابا تشارلي جاكسون على موقع ديسكوغز (الإنجليزية)